# Comuna Hrun, Ohtîrka
Hrun (în ucraineană Грунь) este o comună în raionul Ohtîrka, regiunea Sumî, Ucraina, formată din satele Avramkivșciîna, Hrun (reședința) și Șoludkî.

## Demografie
Componența lingvistică a comunei Hrun
     Ucraineană (97,25%)
     Rusă (2,38%)
     Alte limbi (0,08%)
Conform recensământului din 2001, majoritatea populației comunei Hrun era vorbitoare de ucraineană (97,25%), existând în minoritate și vorbitori de rusă (2,38%).